# Yemane Haileselassie
Yemane Haileselassie (Azzega, 21 febbraio 1998) è un siepista e mezzofondista eritreo.

## Record nazionali
- 3000 metri siepi: 	8'11"22 ( Roma, 8 giugno 2017)

## Palmarès
| Anno | Manifestazione         | Sede           | Evento       | Risultato | Prestazione | Note |
| ---- | ---------------------- | -------------- | ------------ | --------- | ----------- | ---- |
| 2015 | Mondiali cross country | Guiyang        | Juniores     | 23º       | 25'08"      |      |
| 2015 | Giochi panafricani     | Brazzaville    | 3000 m siepi | 6º        | 8'32"05     |      |
| 2016 | Mondiali juniores      | Bydgoszcz      | 3000 m siepi | Argento   | 8'22"67     |      |
| 2016 | Giochi olimpici        | Rio de Janeiro | 3000 m siepi | 11º       | 8'40"68     |      |
| 2017 | Mondiali cross country | Kampala        | Juniores     | 9º        | 23'18"      |      |
| 2017 | Mondiali               | Londra         | 3000 m siepi | Batteria  | 8'35"73     |      |
| 2018 | Africani               | Asaba          | 5000 m piani | Bronzo    | 13'49"58    |      |
| 2018 | Africani               | Asaba          | 3000 m siepi | 5º        | 8'36"58     |      |
| 2019 | Mondiali cross country | Aarhus         | Senior       | 29º       | 33'33"      |      |
| 2019 | Mondiali               | Doha           | 3000 m siepi | Batteria  | 8'26"58     |      |
| 2021 | Giochi olimpici        | Tokyo          | 3000 m siepi | 5º        | 8'15"34     |      |
| 2022 | Mondiali               | Eugene         | 3000 m siepi | 7º        | 8'29"40     |      |

## Campionati nazionali
2022
- 9º ai campionati eritrei, 5000 m piani - 14'37"5
- Oro ai campionati eritrei, 3000 m siepi - 8'53"2
- Argento ai campionati etiopi di corsa campestre - 35'01"

## Altre competizioni internazionali
2016
- 13º all'Athletissima ( Losanna), 3000 m siepi - 8'45"97

2017
- Argento al Bauhaus-Galan ( Stoccolma), 3000 m siepi - 8'18"29
- 8º al Memorial Van Damme ( Bruxelles), 3000 m siepi - 8'19"19
- 5º al Golden Gala ( Roma), 3000 m siepi - 8'11"22

2018
- 9º al Golden Gala ( Roma), 3000 m siepi - 8'22"15
- 10° alla Meia Maratona de Portugal ( Lisbona) - 1h02'49"

2019
- 16º al Golden Gala ( Roma), 3000 m siepi - 8'32"62

2021
- 8º al Golden Gala ( Roma), 3000 m siepi - 8'16"75

2022
- 13º al Golden Gala ( Roma), 3000 m siepi - 8'26"17
- 12º al Doha Diamond League ( Doha), 3000 m siepi - 8'44"35
- 49º all'Agnes Tirop Cross Country Classic ( Eldoret) - 34'51"

2024
- 16º alla Maratona di Boston ( Boston) - 2h14'44"